# Knooppunt Beverwijk
Het Knooppunt Beverwijk is een Nederlands verkeersknooppunt voor de aansluiting van de autosnelwegen A9 en A22, bij Beverwijk.
Bij dit knooppunt splitst de A9. Het deel dat naar het zuidwesten gaat wordt A22, het deel dat naar het zuiden gaat blijft A9. De A22, die door de Velsertunnel gaat, was vroeger de A9. Maar met de aanleg van een nieuwe kortere snelweg, werd dit deel hernoemd tot A22. Het nieuwe stuk van de A9, dat door de Wijkertunnel gaat, is geopend in 1996.
Het is een onvolledig knooppunt; sommige afslagbewegingen zijn niet mogelijk.

## Verbinding A8-A9
Binnen de verschillende gemeentes in de omgeving en de stadsregio Amsterdam zijn er al een geruime tijd plannen om de A9 te verbinden met de A8. Het is de bedoeling om de A8 of Coentunnelweg, die nu eindigt ter hoogte van Westzaan door te trekken naar de A9 ten noorden van knooppunt Beverwijk. Dit om voornamelijk de provinciale weg N203 door Krommenie en de N246 langs het Noordzeekanaal te ontlasten.

## Richtingen knooppunt
| Aansluitende wegen                            | Aansluitende wegen | Aansluitende wegen                            | Aansluitende wegen | Aansluitende wegen |
| --------------------------------------------- | ------------------ | --------------------------------------------- | ------------------ | ------------------ |
|                                               |                    | richting Alkmaar / Den Helder                 |                    |                    |
|                                               |                    |                                               |                    |                    |
|                                               |                    |                                               |                    |                    |
|                                               |                    |                                               |                    |                    |
| richting Beverwijk / IJmuiden / Haarlem-Noord |                    | richting Beverwijk-Oost / Haarlem / Amsterdam |                    |                    |